# Mankells Wallander: Der Scharfschütze
Der Scharfschütze (schwedisch: Skytten) ist ein schwedisch-deutscher Fernsehfilm aus dem Jahr 2009.
Es handelt sich um die achte Folge der zweiten Staffel, also die insgesamt einundzwanzigste Folge der schwedischen Kriminalserie Mankells Wallander mit Krister Henriksson in der Hauptrolle. Die Erstausstrahlung in Schweden erfolgte am 16. Dezember 2009 auf TV4; die deutschsprachige Erstausstrahlung erfolgte am 21. Juli 2011  auf Das Erste.

## Handlung
Die Leiche des erschossenen Kai Vredman wird in seinem Auto gefunden. Die Ermordung gleicht einer Hinrichtung. Der Täter hat ihn von einem höher gelegenen Standort aus erschossen. Wallander beauftragt den geistesabwesend wirkenden Pontus, alles über das Opfer herauszufinden.
Der Täter hat Vredman mit einem Schuss aus 200 Metern Entfernung mit einem Vollmantelgeschoss getötet und hat einen Objektivschutz für Nachtsichtgeräte mit Talkspuren zurückgelassen. Kai Vredman war wegen des Verdachts auf Beteiligung an einem Raubüberfall auf den Juwelier Hilborg mit einer Beute von 2.000.000 Kronen in U-Haft, wurde jedoch aus Mangel an Beweisen wieder freigelassen. Bei der Tatortbegehung sichtet Pontus ein Plastikband, dass der Täter als Referenzpunkt zum Justieren seines Gewehrs genutzt haben könnte. Katarina Ahlsell bringt in Erfahrung, dass es in Malmö eine Reihe ungelöster Fälle dieser Art gibt.
Pontus' Vater, der es gern gesehen hätte, wenn Pontus Anwalt geworden wäre, taucht auf und fordert Pontus auf, mit der Familie zu Abend zu essen.
Wallander und Pontus treffen Bengt Lennartsson, der seinerzeit gegen Vredman ermittelt hat. Die von den Zeugen abgegebenen Personenbeschreibungen waren unspezifisch. Vredmans Freundin Sofia Ahlbäck gab ihm seinerzeit ein Alibi. Lennartsson deutet an, dass er einen Informanten hatte, der bei einem Autounfall ums Leben kam; wenn dessen Identität rauskommt, sei dessen Familie gefährdet. Um mit Sofia Ahlbäck zu sprechen, soll Wallander sich an Björn Holmström vom Einsatzkommando wenden. Dieser hat sich um Sofia Ahlbäck gekümmert, die von Vredman verprügelt worden war, weil er dachte, sie hätte ihn verraten, obwohl sie nichts wusste. Er verspricht, den Kontakt herzustellen und sie nach Ystad zu bringen, damit Wallander mit ihr reden kann.
Wallanders Nachfrage bei Gerichtsmedizinerin Karin ergibt, dass es sich bei dem Informanten um Jens Larsson handeln könnte. Jens Larrson hat auch eine Tätowierung der Gang „Urban Gangsters“ am Arm, die von Kali Manchetta angeführt wird.
Pontus' Vater macht seinem Sohn Vorhaltungen, dass dieser seine Frau Johanna und seinen Sohn Anton verlassen hat und befragt ihn nach seinen Zukunftsplänen. Pontus wird es irgendwann zu viel und er verlässt wütend die Szene.
Laut den Erkundigungen von Katarina Ahlsell wurde Vredman wegen unzuverlässiger Ermittlungen wieder freigesprochen. Lennartsson soll schludrig ermittelt und es mit der Wahrheit nicht so genau genommen haben; außerdem soll er ein Alkoholproblem gehabt haben.
Sofia Ahlbäck wiederholt gegenüber Wallander, dass sie von Vredman verprügelt wurde, weil er dachte, sie hätte etwas verraten. Pontus hat das Gefühl, dass zwischen Sofia und Holmström etwas läuft. Vredman hätte außerdem, so Sofia, jemanden in Ystad getroffen. Als sie Wallander und Björn Holmström zu dessen Adresse bringen will, wird sie von einem Scharfschützen erschossen. Der Scharfschütze schießt allem Anschein nach vom Dach des Hafens aus. Pontus rennt los Richtung Hafen und folgt dem flüchtenden Täter bis zum Schwimmbad und dann in ein Parkhaus, wo er Pontus und der eintreffenden Verstärkung entwischt, im Parkhaus aber seine Handfeuerwaffe verliert. Nyberg schätzt den Schützen auf 16 bis 17 Jahre. Von Lennartsson erfährt Wallander von einem Sune Holst, der dem Schützen die Waffe verkauft haben könnte.
Wallander gibt Pontus die Anordnung, vorerst zuhause zu bleiben, unter anderem, weil er das Risiko bei der Verfolgung des Schützen falsch eingeschätzt hat; Wallander hält Pontus für ungeeignet als Polizist. Als Pontus' Vater auftaucht und droht, Wallander zu verklagen, betont dieser, Pontus habe Talent für den Polizistenberuf. Pontus selbst erklärt Isabell, dass er seine Frau Johanna in der Schule kennengelernt und zu spät gemerkt hat, dass sie nicht die Frau seines Lebens ist, und dass es seinem Vater nur um Kontrolle geht. Pontus bekommt von Wallander einen Anruf, dass er wieder zur Arbeit kommen soll.
Am nächsten Tag fährt Wallander mit Pontus zu Holst und will diesen zur Einvernahme aufs Präsidium mitnehmen. Als dieser sich unkooperativ zeigt, ruft Wallander Martinsson und das Einsatzkommando an. Währenddessen versucht der Schütze, auf Wallander und Pontus zu zielen, wird jedoch vom Einsatzkommando am Schuss gehindert.
Bei Holst zuhause finden sich die Fingerabdrücke eines Hugo Lindberg, der wegen illegalen Waffenbesitzes verurteilt wurde. In einem Schuppen findet sich die Leiche von Hugo Lindberg. Lindberg hatte Holst damit beauftragt, eine Waffe für den Schützen zu besorgen, der wiederum Lindberg erschossen hat, nachdem er die Waffe im Parkhaus verloren hat. Wallander ist der Meinung, das der Schütze für Kali Manchetta arbeitet.
Holmström verlangt von Håkan Lantz, dass dieser den Schützen an ihn verrät.
Pontus trifft erneut auf seinen Vater, der ihn damit unter Druck setzt, Wallander hätte bei seinem Einsatz gegen den Schützen einige Fehler begangen, die ihn teuer zu stehen kommen könnten.
Pontus und Isabell befragen den Gefangenen Assir, ob er den Schützen kennt. Assir zeigt sich nicht besonders kooperativ, deutet aber an, das Holmström das nächste Opfer sein könnte.
Holmström verneint Wallanders Vermutung, Sofia hätte mit Manchetta bei der Beute gemeinsame Sache gemacht. Holmström reagiert aggressiv, als Pontus ihm eine von ihm heimlich gemachte Aufnahme der Befragung von Assir vorspielt. Wallander weist Pontus an, nach Stockholm zu gehen und sich um seine Familie zu kümmern und erst dann wiederzukommen, wenn der Fall vorbei ist. Pontus trifft bei sich zuhause auf seinen Vater, der sagt, er wolle sich bei ihm entschuldigen, und fordert ihn auf, zu verschwinden.
Wallander verdächtigt Lennartsson, die Verhöre mit Kali Manchetta manipuliert zu haben, um Holmström zu schützen. Sofia habe von dem Raub gewusst und sei von Vredman misshandelt worden, weil die Beute weg war. Wegen der Beute hätten schon zahlreiche Menschen sterben müssen, Holmström wäre der nächste. Lennartsson zufolge besitzt Holmström ein Haus an der Küste.
Wallander besucht Manchetta und verspricht ihm, ihn dranzukriegen, wovon Manchetta sich jedoch nicht beeindrucken lässt.
Als Pontus Holmström observiert und dieser ihn festsetzt und mit Handschellen fesselt, wird Holmström plötzlich vom Schützen erschossen. Isabell, Martinsson und Nyberg finden in der Zwischenzeit heraus, dass es sich bei dem Schützen um Hector Ussi, den Sohn des von Assir erschossenen Restaurantbesitzers Goran Ussi, handelt.
Hector lässt Pontus zurück, weil er, wie er sagt, noch etwas erledigen muss. Håkan Lantz bringt Hector zu Manchetta. Hector erschießt Manchetta, um seinen Vater zu rächen.
In der Zwischenzeit versucht Isabell vergeblich, Pontus auf dem Handy zu erreichen, und ruft auch vergeblich bei Pontus' Vater an. Wallander weist sie an, Nyberg Pontus' Handy orten zu lassen.
Inzwischen kehrt der verletzte Hector zu Pontus zurück und löst seine Handschellen. Pontus Handy kann geortet, Pontus und Hector aufgefunden werden. Wallander fragt Pontus, wie ihm so ein Fehler passieren konnte, und schickt ihn nach Hause. Pontus fährt nach Hause und nimmt Anton in den Arm.

## Kritiken
„Recht actionbetonter (Fernsehserien-)Krimi, der eine Atmosphäre permanenter Bedrohung entwickelt, dabei aber durchaus einfühlsam die Charaktere zeichnet. - Ab 14.“